# Rozhodčí je Homer
Rozhodčí je Homer (v anglickém originále You Don't Have to Live Like a Referee) je 16. díl 25. řady (celkem 546.) amerického animovaného seriálu Simpsonovi. Scénář napsal Michael Price a díl režíroval Mark Kirkland. V USA měl premiéru dne 30. března 2014 na stanici Fox Broadcasting Company a v Česku byl poprvé vysílán 19. června 2014 na stanici Prima Cool.

## Děj
Na školním shromáždění předvede ředitel Skinner scénku o živé historii, která se ale rychle zvrhne v katastrofu. Chalmers navrhne uspořádat řečnickou soutěž o hrdinech studentů. 
Poté, co Lízu Martin porazí jejím prvním nápadem, Marií Curie-Skłodowskou, změní Líza své vystoupení na projev o Homerovi, v němž mimo jiné vzpomíná, jak ji vyloučil při školním fotbalovém zápase. Líza zvítězí u publika a projevy obou dětí jsou zveřejněny na internetu. Lízin projev se stane virálním, a to natolik, že je Homer povolán jako rozhodčí na zápasy Mistrovství světa 2014 v Brazílii. 
Na mistrovství světa Homer rozhoduje poctivě, ale brzy se ho pokusí podplatit gangsteři. Homer, jenž si chce zachovat Lízin respekt, odmítne. I nadále zůstává čestným rozhodčím, přestože se ho hráči snaží uplatit, když jim dává červené karty. 
Posléze Homer přizná Bartovi, že je těžké odmítat úplatky, ale protože ví, že si ho Líza vybrala jako svého hrdinu, nemá jinou možnost. Bart se rozhodne říct mu pravdu o Lízině řeči, že ve skutečnosti nikdy nebyl její první volbou jako hrdina. Homer je tak zničený, že se rozhodne úplatky přijmout. 
Během finále mistrovství světa ve fotbale – Německo vs. Brazílie – je Homer podplacen, aby zmanipuloval zápas pro vítězství Brazílie. Líza mu řekne, že jeho poctivost jako rozhodčího na ni tak zapůsobila, že je teď jejím skutečným hrdinou. Brazilský hráč známý jako „El Divo“ (parodie na Neymara) během zápasu upadne a zdá se, že je zraněný. Homer, který poslouchá Lízu, si myslí, že simuluje, a tak zahlásí „Žádná penalta!“, čímž Brazílii odepře pokutový kop a Němci vyhrají mistrovství světa. 
Zrazení gangsteři se právě chystají Homera zabít, když je Marge plynulou portugalštinou, kterou se po celou epizodu snaží naučit, prosí, aby mu odpustili. Gangsterova matka je shodou okolností dámou v letadle, s níž si Líza vyměnila sedadla, aby se mohla dívat na prémiové HBO. Přimlouvá se za to, aby Simpsonovi mohli odejít na svobodu. 
Simpsonovi jsou později viděni uprostřed bažinatých území a řek Amazonie, jak si užívají všech krás přírody, když Homer obdivuje vykácení části deštného pralesa, aby uvolnil místo pro Krusty Burger.

## Kulturní odkazy
Argentinský fotbalový hlasatel Andrés Cantor hostuje v roli sebe sama. Název filmu pochází z refrénu „don't have to live like a refugee“ z písně „Refugee“ od Toma Pettyho a The Heartbreakers z roku 1980. Homer také zpívá parodii na píseň „Juke Box Hero“ od skupiny Foreigner z roku 1981.

## Přijetí
Dennis Perkins z The A.V. Clubu ohodnotil díl známkou C: „Když jsme vstupovali do dnešního dílu Rozhodčí je Homer, měli jsme tu spoustu potenciální komické munice. Zaprvé je to první výlet Simpsonových do Brazílie od nechvalně proslulé epizody 13. řady Může za to Líza, která rozzlobila brazilský turistický úřad natolik, že se chystala žaloba. Přihoďte k tomu starou spolehlivou vztahovou dynamiku Homera a Lízy (která je v seriálu vždycky nejdramatičtější) a všechny kousky byly připraveny k sestavení nezapomenutelného dílu. To, že to, co nakonec vzniklo, byl jeden z nejpovrchnějších dílů sezóny, je skutečně škoda.“.
Teresa Lopezová z TV Fanatic udělila epizodě 3 hvězdičky z 5: „Kromě dojemného příběhu se v dílu objevilo několik povedených scén a postřehových gagů. Například to, že Kearney během Lízina proslovu nalepil Homerovi na záda vzkaz ‚Obdivuj mě.‘ (místo obvyklého nápisu ‚Nakopni mě.‘), bylo milé. Ten však bledl ve srovnání s montáží kreativních nabídek úplatků v Brazílii. Byl to zábavný způsob, jak si udělat legraci z rozbujelé korupce, která se vyskytuje na soutěžích mistrovství světa ve fotbale.“.
Epizoda získala rating 1,9 a sledovalo ji celkem 3,91 milionu diváků, což z ní učinilo druhý nejsledovanější pořad bloku Animation Domination toho večera.
Jako jedna z řady epizod, na které se odkazovalo, když Donald Trump vyhrál prezidentské volby ve Spojených státech v roce 2016, je tento díl pozoruhodný tím, že předpověděl, že Brazílie prohraje s Německem během mistrovství světa ve fotbale v roce 2014, ačkoli se tak stalo během semifinále zmíněného turnaje a výsledkem 7:1, nikoli ve finále 2:0. 
V květnu 2015, po korupčním skandálu ve FIFA, skutečném světovém řídícím orgánu fotbalu, se této epizodě dostalo pozornosti prostřednictvím sociálních médií, o čemž informovala média jako BBC.